# 보타니체스키 사트역 (칼루시스코 리시스카야선)
보타니체스키 사트 역(러시아어: Ботанический сад)은 모스크바 지하철 칼루시스코 리시스카야 선의 역이다.

## 역명
역명은 모스크바 식물원이 인근에 있는 데에서 지어졌다. 보타니체스키 정원 입구는 세르푸홉스코 티미랴젭스카야 선의 블라디키노 역과 근처에 있어 역명과는 다소 혼란스럽지만 이 역에서 식물원까지는 도보 약 10분에서 15분 정도 소요된다.

## 역사
보타니체스키 사트 역은 1978년 9월 30일에 개장하였다.

## 구조
보타니체스키 사트 역은 1면 2선의 섬식 플랫폼의 구조로 두 개의 출입구가 존재한다. 남쪽 출입구는 레오노바 거리에 있고 내부에는 조각 램프가 켜져 있으며 에스컬레이터로 플랫폼과 연결되어 있다. 본 역은 모스크바 중앙 순환선 아래에 위치하고 있는 관계로, 장래 환승 지점으로 예견되었다. 북쪽 지하 출입구는 모스크바 소순환선의 반대편에 있으며 세레브랴코바와 스네즈나야 거리 직하부에 지하철과 연결되어 있다. 그 역은 선로 밑에 있는 아치형 구조 역사 입구와 연결되어 있다.

## 설계
보타니체스키 사트 역은 건축가 N에 의해 설계되었다. 이 역은 모듈식 양극화 알루미늄 조명 기구 격자로 덮인 천장을 가진 기둥 트리스팬 구조를 특징으로 한다. 기둥과 벽을 마주보는 데 흰색 대리석이 사용되었지만, 벽은 다양한 자연 기반 테마(예술가 Z)로 구성된 알루미늄으로 장식되어 있다.

## 이용객
보타니체스키 사트 역은 역 주변이 개발되어 있지 않아 1일 평균 이용객 수가 28,650명으로 적다.

## 환승
보타니체스키 사트 역에서는 모스크바 중앙 순환선의 보타니체스키 사트 역으로 역 외부로 나가서 환승이 가능하며, 역과 인접한 곳에 있어 환승이 비교적 짧은 편에 속한다.